# Okręty podwodne typu U-101
Okręty podwodne typu U-101 – typ dziewięciu okrętów podwodnych budowanych dla Kaiserliche und Königliche Kriegsmarine w czasie I wojny światowej. Plany okrętów bazowały na projekcie Type 1916 S 1 z Ungarische Unterseebotsbau AG. Stępki pierwszych trzech jednostek położono pod koniec 1917 i na początku 1918 w stoczni Austriawerft w Trieście. Żadnej z nich nie zwodowano ani nie ukończono przed końcem wojny. Stępek pozostałych sześciu jednostek nie położono.

## Projekt
Flota austro-węgierskich okrętów podwodnych była w większości przestarzała w momencie wybuchu I wojny światowej. Przez pierwsze dwa lata wojny austro-węgierska marynarka skupiała swoje wysiłki na zbudowaniu podwodnej floty dla obrony własnych wybrzeży Adriatyku. Gdy jednostki tego rodzaju znajdowały się już w budowie lub zostały nabyte od Niemiec, w 1916 skierowano wysiłki na zbudowanie większych okrętów, mogących operować także na znacznie większym Morzu Śródziemnym. Po zatwierdzeniu do budowy sześciu większych jednostek marynarka rozważała bądź to zbudowanie na licencji niemieckich jednostek typu UB III bądź wdrożenie projektu Typ 1916 S 1 zgłoszonego przez Ungarische Unterseebotsbau AG (UBAG) z Fiume.
Jednostki typu U-101 bazowały na projekcie UBAG, który opisywał jednostkę o wyporności 428 t (472 krótkich ton) na powierzchni i 620 t (680 krótkich ton) w zanurzeniu. Okręty miały mieć długość 53,5 m, szerokość 5,8 m i zanurzenie 3,6 m. Jako napęd miały służyć: na powierzchni dwa silniki Diesla o łącznej mocy 1060 bhp (790 kW), w zanurzeniu dwa silniki elektryczne o łącznej mocy 788 shp (588 kW). Prędkości maksymalne miały wynosić odpowiednio 13,25 węzła i 8,25 węzła. Okręty miały być obsługiwane przez 26-osobową załogę.
Projekt zakładał uzbrojenie składające się z pięciu wyrzutni torpedowych kal. 450 mm: czterech dziobowych i jednej rufowej. Okręty miały być także wyposażone w jedno działo pokładowe kal. 10 cm/L35 oraz jeden karabin maszynowy kal. 8 mm.

## Budowa
Marynarka austro-węgierska zatwierdziła budowę łącznie dziewięciu jednostek typu U-101. Sześć miało otrzymać numery od U-101 do U-106, kolejne od U-118 do U-120. Po zakończeniu budowy pierwszych sześciu okrętów marynarka chciała oddać na złom sześć najstarszych okrętów o nazwach od U-1 do U-6 i porzucić pierwszą cyfrę numeru nowych okrętów. W ten sposób np. U-101 zostałby przemianowany na U-1. Pod koniec 1917 i na początku 1918 położono stępki pierwszych trzech jednostek (U-101 do U-103) w stoczni Austriawerft w Trieście.
Brak zarówno materiałów, jak i wykwalifikowanej siły roboczej przyczyniał się do spowolnienia postępów w budowie wszystkich oceanicznych okrętów podwodnych. W rezultacie żaden z pierwszych trzech okrętów nie został zwodowany ani ukończony. Resztę anulowano przed położeniem stępki. U-101 był ukończony w 47% w momencie zakończenia wojny. U-102 i U-103 odpowiednio w 30 i 10%. Pomimo tego że brak szczegółowych danych o losach trzech nieukończonych kadłubów jednostek typu U-101, to inne nieukończone austro-węgierskie okręty podwodne zostały zezłomowane w 1919 i 1920.